# Kaunata
Kaunata (niem. hist. Kownat; pol. hist. Kownaty, Kownata) – wieś na Łotwie, w novadsie Rzeżyca, półtora kilometra na wschód od jeziora Raźno, siedziba administracyjna pagastu Kaunata. W 2009 roku liczyła 562 mieszkańców.
Między ~1700 a 1734 były to dobra rodziny Sołtanów (w 1715 erygowali tu kościół parafialny pod wezwaniem Najświętszego Imienia Marii), wcześniej Stabrowskich. W przeszłości w guberni witebskiej w powiecie rzeżyckim (Rēzekne).